# Clifford Hardin
Clifford Morris Hardin, född 9 oktober 1915 nära Knightstown, Indiana, död 4 april 2010 i Lincoln, Nebraska, var en amerikansk republikansk politiker.
Han föddes nära Knightstown, Indiana som son till J. Alvin och Mabel Hardin, och avlade 1941 sin doktorsexamen vid Purdue University.
Han undervisade i jordbruksekonomi 1944-1948 vid Michigan State University. Han arbetade sedan som chef för jordbruksexperimentstationen Agricultural Experiment Station och blev 1953 dekanus. Han blev 1954 kansler för University of Nebraska.
Han tjänstgjorde som USA:s jordbruksminister under president Richard Nixon 1969-1971. Hardin avled den 4 april 2010. 